# Retrato de Gonfaloneiro
Retrato de Gonfaloneiro é uma pintura da artista italiana barroca Artemisia Gentileschi. Faz parte da coleção do Palazzo d'Accursio, de Bolonha. É um retrato de um gonfaloneiro desconhecido de pé. Foi pintado em 1622.